# RMS Laconia (1921)
Pour les articles homonymes, voir Laconia.
Le RMS Laconia est un paquebot de la compagnie Cunard Line, il est construit par les chantiers navals Swan, Hunter & Wigham Richardson Ltd, Wallsend.  
Sa mise sur cale débute en 1919, il est lancé le 9 avril 1921, et sa construction est chevée en 1922. Son voyage inaugural débute le 25 mai 1922, reliant Southampton à New York. 
Ce paquebot est surtout connu pour son destin tragique survenu le 12 septembre 1942 en pleine bataille de l'Atlantique lorsqu'il est torpillé par un sous-marin allemand (U-boot). À son bord se trouvaient  2 732 personnes, comprenant l'équipage, des passagers civils ainsi que 1 800 prisonniers italiens. Ce drame causa la mort de 1 658 personnes.

## Histoire

### Début de carrière
La première croisière du Laconia commence en janvier 1923, par un tour du monde qui durera un peu plus de quatre mois. Le 24 septembre 1934 par temps de brouillard, le Laconia entre en collision avec le Pan Royal sur la côte américaine, sur la ligne Boston—New York. Le Laconia retourne par ses propres moyens à New York pour effectuer des réparations, et reprend ses croisières dès 1935.
Le 4 septembre 1939, le Laconia est réquisitionné par l'Amirauté britannique pour être transformé en croiseur auxiliaire. En janvier 1940, il escorte des convois aux Bermudes et dans l’océan Atlantique (dont les convois HX 25 et HX 35).
À partir du 9 juin 1941, le Laconia est transformé en transport de troupes ou de prisonniers de guerre.

### Tragédie duLaconia
Le 12 septembre 1942, à 130 milles au nord-nord-est de l'île de l’Ascension, le Laconia transporte 136 hommes d'équipage, 80 civils femmes et enfants, 268 militaires britanniques, 103 soldats polonais et approximativement 1 800 prisonniers de guerre italiens capturés en Libye. Il est attaqué par le U 156. Il est touché par une torpille sur son tribord, qui incendie immédiatement la salle des machines. Cette première explosion fera plus de 450 morts, pour la plupart des prisonniers italiens, puis une seconde torpille achève le bateau qui s'enfonce alors très vite dans l’océan.
Le capitaine Sharp, commandant le paquebot ordonne l’évacuation des femmes, des enfants et des blessés dans les 32 canots de sauvetage encore en état. Des militaires polonais présents à bord aident le commandant à organiser l’évacuation des survivants et repoussent des prisonniers de guerre italiens voulant s'emparer des canots de sauvetage, afin de donner priorité aux passagers britanniques.

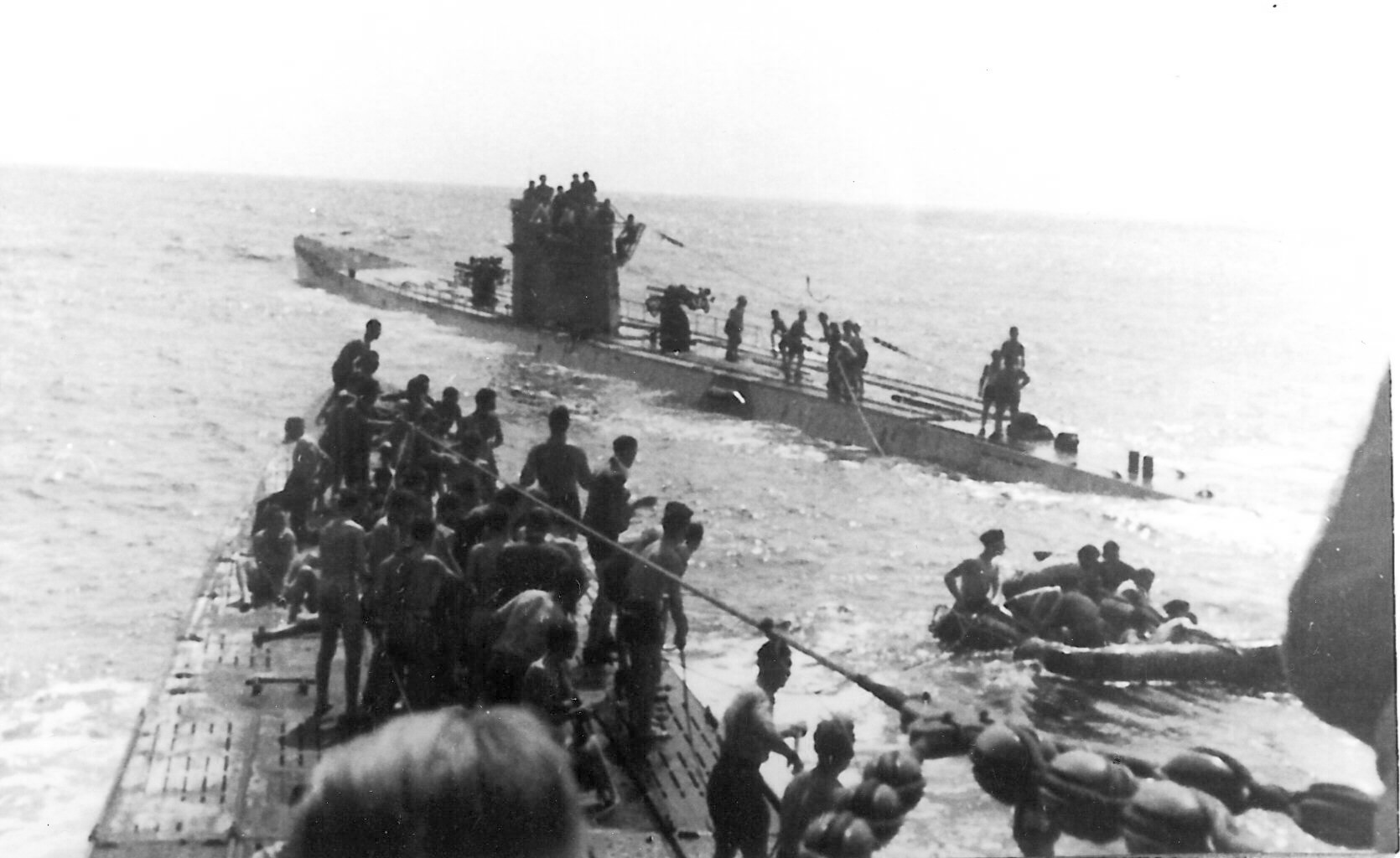
Les sous-marins U-156 et U-507 au secours des rescapés du Laconia.

L’U-156 cherchait à intercepter un convoi ennemi britannique quand le veilleur de bord annonce, à 11 h 37, "fumée à tribord arrière". Le capitaine de corvette Werner Hartenstein du U-156 attend la nuit pour s'approcher du paquebot et le torpille à 22 h 7. Quand le commandant du sous-marin se rend compte que des civils et des prisonniers de guerre italiens sont à bord, il entreprend de sauver les survivants qui se débattent dans l'océan.
Il rend compte (par message crypté sous code Enigma) à son chef d'État-Major, l'Amiral Dönitz et suggère  une « neutralisation diplomatique » de la zone du torpillage, mais Dönitz estime que cette solution est impossible ; par contre, il prévient l'amirauté de Vichy, sachant que les navires de guerre français basés à Dakar sont en mesure de porter assistance aux naufragés et laisse le choix aux commandants des sous-marins allemands sur zone, d'intervenir ou non.
Ne voyant rien venir, Hartenstein prend sur lui d'émettre en clair un appel à l'aide à tous les navires qu'ils soient neutres, alliés ou hostiles, puis essaie de récupérer le plus possible de rescapés. Il en embarque plus de deux cents, et prend en remorque plusieurs chaloupes de sauvetage.
Au bout de quarante-huit heures, deux sous-marins allemands, le U-506 et le U-507 se présentent et embarquent en priorité les civils, en affichant sur le pont le pavillon de la Croix rouge.
Le message est reçu à l'île Ascension, en plein milieu de l'Atlantique, où l'US Air Force a établi une base-escale secrète destinée à faciliter le convoyage d'avions neufs vers les théâtres d'opérations européens et africains. Le colonel Ronin, commandant la base, envoie en reconnaissance un bombardier B-24 Liberator, dont les mécaniciens viennent d'achever les réparations après un feu de moteur. C'est le seul avion dont le rayon d'action est suffisant.
L'équipage de l'avion repère aisément le sous-marin et rend compte à son commandement, en mentionnant les croix rouges et la présence de civils, en demandant des ordres. Ceux-ci sont très vite donnés et tiennent en deux mots : « Sink sub » (« Coulez le sous-marin »).
L'équipage du B-24 obéit à l'ordre et commence à bombarder les ponts des navires allemands où les survivants avaient pris place. Une bombe retourne une chaloupe. Averti par le commandant du U-156, l’amiral Karl Dönitz donne l’ordre d’abandonner les passagers rescapés du Laconia et de plonger le plus rapidement possible. Le U-156 sera obligé de rentrer à sa base pour y être réparé.
Le U-507 refuse de suivre les ordres et récupère 161 personnes et remorque sept canots de sauvetage remplis de blessés. Son commandant expliquera à sa hiérarchie qu’en cas de danger imminent, il lui aurait suffi de couper les amarres et de plonger.
Le lendemain, le U-156 rassemblait 156 rescapés dans sa cale et 60 hommes d’équipage, ce qui représente la limite de surcharge d’un sous-marin. Le U-506 et le U-507 continuent de récupérer des hommes et des femmes transis qui flottaient encore grâce à leurs gilets de sauvetage.
Grâce au SOS du U-156, le drame est connu dans toute la zone, les secours s’organisent pour retrouver les rescapés récupérés par les sous-marins allemands et un sous-marin italien, l'Alfredo Cappellini. Trois bâtiments français partent de Dakar (Sénégal), le croiseur Gloire, l'aviso colonial Dumont d’Urville et l'aviso dragueur Annamite. Ils recueillent 980 rescapés sur les lieux du drame
Les morts du naufrage sont au nombre de 1 658, dont 98 membres d'équipage, 133 passagers civils et militaires, 33 gardes polonais et 1 394 prisonniers italiens (seulement 415 prisonniers ont survécu)
.
Cet épisode rarissime dans l'histoire des guerres a consisté à suspendre momentanément les hostilités, de manière à récupérer le maximum de rescapés du naufrage, notamment en raison de la présence de prisonniers italiens, alliés aux Allemands, le tout dans un périmètre bien défini de quelques milles marins. Le sous-marin allemand U-156, ayant recueilli un maximum de naufragés, était contraint de laisser ceux-ci sur le pont et de naviguer en surface ; lorsque le bombardier B-24 Liberator est arrivé sur place, conformément à ses ordres, mais ne connaissant pas l'existence de la trêve instaurée, il s'est mis à bombarder le sous-marin allemand. L'U-156 s'est donc « débarrassé » de ses naufragés et a été contraint de plonger pour éviter d'être coulé.

Témoignage d'un prisonnier italien publié par Jean Noli en 1970 : 
« Dès que le navire a commencé à s'incliner, nous avons essayé de sortir de nos prisons. Les Polonais ou les Anglais, je n'en sais rien, avaient tout verrouillé. Dans le compartiment où je me trouvais, nous avons réussi à enfoncer la porte. Nous étions quelques centaines à nous précipiter vers l'ouverture étroite, à nous entasser les uns contre les autres. Celui d'entre nous qui tombait, les autres le piétinaient. Quand nous avons pu nous retrouver à l'air libre, nous nous sommes heurtés aux Polonais, baïonnette au canon. Ils ont essayé de nous refouler et de nous empêcher d'approcher des canots de sauvetage. C'est à ce moment-là que j'ai été blessé. À bord il n'y avait que bruit et confusion. Pourtant ce vacarme était couvert par les cris de nos camarades, toujours emprisonnés et qui suppliaient qu'on les délivre. Nous qui étions libres, nous n'avions qu'une solution : nous jeter à l'eau sans gilet de sauvetage, car il n'y en avait pas pour nous ! »
— Jean Noli, Les Loups de l'Amiral, 1970, p. 253.

### Tribunal de Nuremberg
L’amiral Karl Dönitz (successeur officiel d'Hitler car désigné par lui pour représenter le Troisième Reich) se retrouve avec vingt autres responsables nazis dans le box des accusés devant le tribunal militaire international de Nuremberg, et est accusé de guerre totale sous-marine, contraire aux lois de la guerre. Il est reproché à Dönitz d'avoir établi l’ordre Triton Null (connu en anglais comme le Laconia Order (en)) après le bombardement de son sous-marin, précisant qu’aucune tentative de sauvetage ou d'assistance aux naufragés ennemis n'était désormais autorisée,. 
L'avocat de Dönitz fera valoir que des ordres similaires avaient été donnés par l'amiral américain Chester Nimitz pour les sous-marins des États-Unis opérant dans l'Océan Pacifique, ce que l'Amiral Nimitz confirmera officiellement.
Le colonel Phillimore, substitut du procureur, fait état des mêmes consignes chez les sous-mariniers américains, ce qui évitera à l’amiral une peine plus sévère, peut-être même la pendaison. Le 1er octobre 1946, Karl Dönitz est condamné à dix ans de réclusion, reconnu coupable de crime contre la paix et de crimes de guerre.

### Filmographie
- Le Naufrage du « Laconia » téléfilm d'Uwe Janson (en) (2010) diffusé le 28/06/2012 sur Canal+ et le 29/11/2017 sur la chaîne numéro 23